# Collada Gran (Astell)
La Collada Gran, és un coll a 2.199,7 m. alt. del terme municipal de la Torre de Cabdella, en el seu terme primigeni, del Pallars Jussà.
Està situada a la part oest del terme, al nord-nord-oest d'Astell, en el contrafort sud-oriental del Tossal de la Costa.